# Binsfeld (Eifel)
Binsfeld bei Wittlich in der Eifel ist eine Ortsgemeinde im Landkreis Bernkastel-Wittlich in Rheinland-Pfalz. Sie gehört der Verbandsgemeinde Wittlich-Land an. In der Nähe liegt die US-amerikanische Spangdahlem Air Base.

## Geographische Lage
Der Ort liegt in der Südeifel. Nächstgelegene Mittelzentren sind Wittlich und Bitburg. Zu Binsfeld gehören auch die Wohnplätze Burghof, Kaisermühle und Schmiedshof.

## Geschichte
Erste urkundliche Erwähnung erfolgte im Jahre 844. Binsfeld war im 17. Jahrhundert im Besitz des Kurfürstentums Trier. Spätestens ab 1551 (Binsfelder Postkreuz) besaß Binsfeld eine Poststation am Niederländischen Postkurs von Brüssel über Augsburg nach Innsbruck, Trient und Italien. Ab 1794 stand Binsfeld unter französischer Herrschaft, 1815 wurde der Ort auf dem Wiener Kongress dem Königreich Preußen zugeordnet.
Zum Amt Spangdahlem mit Sitz in Binsfeld gehörten 1931 die Gemeinden Binsfeld und Spangdahlem.
Es bestand eine Personalunion mit dem Amt Landscheid (mit den Gemeinden Arenrath, Burg/Salm, Landscheid und Niederkail).
Seit 1946 ist Binsfeld Teil des damals neu gebildeten Landes Rheinland-Pfalz.
Von 1900 bis 1965 war Binsfeld durch die Schmalspurbahn Philippsheim–Binsfeld an die Eifelstrecke Köln–Trier angeschlossen.
Bevölkerungsentwicklung
Die Entwicklung der Einwohnerzahl von Binsfeld, die Werte von 1871 bis 1987 beruhen auf Volkszählungen:
| Jahr | Einwohner |
| ---- | --------- |
| 1815 | 438       |
| 1835 | 626       |
| 1871 | 608       |
| 1905 | 699       |
| 1939 | 771       |
| 1950 | 853       |
| 1961 | 873       |

| Jahr | Einwohner |
| ---- | --------- |
| 1970 | 1.071     |
| 1987 | 959       |
| 1997 | 1.162     |
| 2005 | 1.120     |
| 2011 | 1.056     |
| 2017 | 1.219     |
| 2023 | 1.363     |

## Politik

### Bürgermeister
Andreas Falk wurde am 26. August 2019 Ortsbürgermeister von Binsfeld. Bei der Direktwahl am 26. Mai 2019 war er mit einem Stimmenanteil von 55,23 % für fünf Jahre gewählt worden. Bei der Direktwahl am 9. Juni 2024 wurde er ohne Gegenkandidaten mit 70,5 % der Stimmen wiedergewählt.
Falks Vorgänger waren seit 2009 Walter Faber und zuvor 15 Jahre lang Lothar Herres.

### Wappen
Binsfeld darf durch Genehmigung von 1980 mit Recht ein eigenes Wappen führen.
| Wappen von Binsfeld | Blasonierung: „In Silber und Rot geteiltem Schild oben ein rotes Balkenkreuz, unten ein sechsspeichiges goldenes Rad.“ |
| Wappen von Binsfeld | Wappenbegründung: Übernahme des Wappens der früheren – jetzt nicht mehr existenten – Verbandsgemeinde Binsfeld. Der Ort unterstand früher dem Kurfürstentum Trier, daher auch das kurtrierische rote Kreuz in Silber. Das goldene Rad steht sowohl als Symbol für die Landwirtschaft, als auch für den in Binsfeld früher weit verbreiteten Hausierhandel. In Binsfeld waren früher Hausierhandel und -gewerbe, sowie bis zur Gegenwart auch Landwirtschaft vorrangig in der Erwerbsstruktur. |

### Gemeindepartnerschaften
Mit Binsfeld (Unterfranken), einem Ortsteil von Arnstein, besteht seit 1987 eine Gemeindepartnerschaft.

## Kultur und Sehenswürdigkeiten

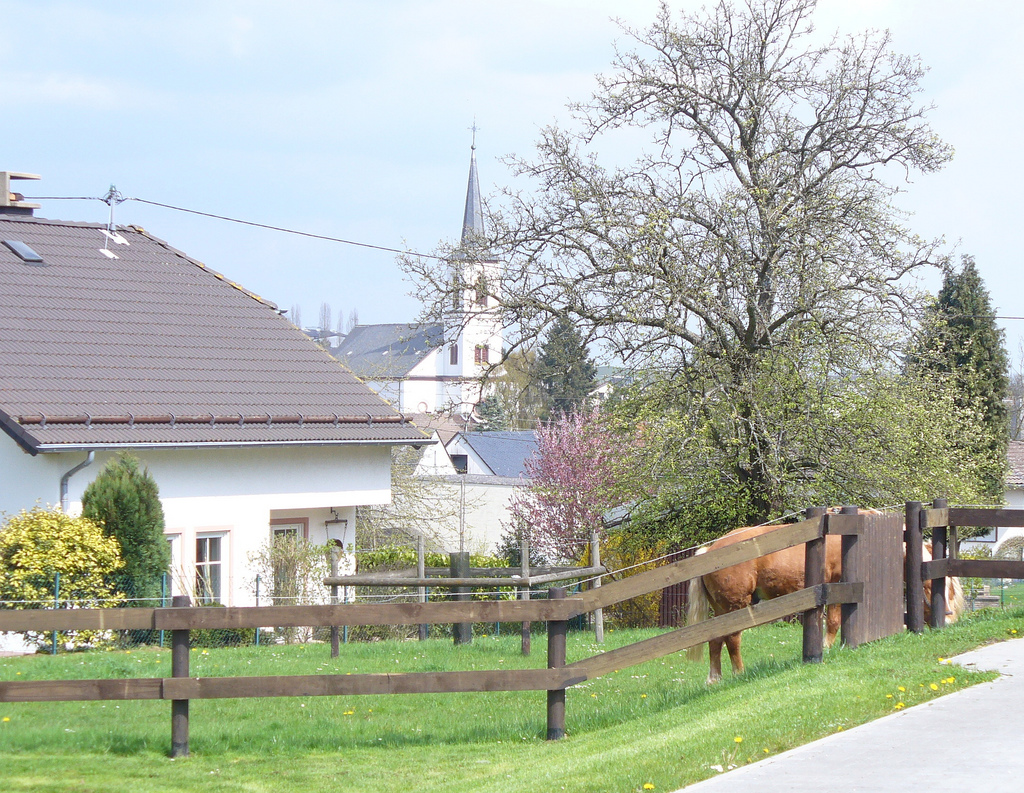
Dorfimpressionen

Seit 1967 bestand das überregional bekannte Tanzlokal Kajüte, das 2020 infolge der Corona-Pandemie den Betrieb einstellte. Am 14. Juli 2023 wurde das Lokal durch einen ehemaligen Angestellten wiedereröffnet.
Sehenswürdigkeiten
- Kaisermühle[11]
- Dampflokdenkmal der Kleinbahn Philippsheim–Binsfeld[12]

Siehe auch: Liste der Kulturdenkmäler in Binsfeld

## Verkehr
Binsfeld liegt direkt an der B 50 und der L 46.

## Persönlichkeiten
- Peter Binsfeld (* um 1545; † 24. November 1598) war ein Weihbischof in Trier und Hexentheoretiker. Zudem tat er sich mit dem Entwurf einer Pastoraltheologie hervor.
- Josef Hammes (1890–1963), ehemaliger Bürgermeister von Morsbach und Landrat des Landkreises Bitburg
- Jupp Heinz (1917–1999), Maler, Bildhauer und Grafiker